# ソニーマーケティング
ソニーマーケティング株式会社（英: Sony Marketing Inc.）は、ソニーグループ株式会社の完全子会社およびソニーグループの企業である。

## 概要
ソニー株式会社のコンスーマー（家庭用）・ノンコンスーマー（業務用）製品の発売・卸売およびマーケティング業務全般を担う目的で1997年4月に設立（分社化）。このうち、日本国内でのコンスーマー製品のソニーショップ・家電量販店に対する営業活動については、2005年に設立した子会社のソニーリージョナルセールス株式会社に移管している。
ソニーマーケティング（発足以前はソニー本体）との直接取引の許可を得られた業者を「特約店」と称しており、ソニーショップ以外にも主要な家電量販店は特約店となっている。特約店以外で購入した場合、メーカー保証が受けられない場合がある。
2000年に創業した子会社のソニースタイル・ジャパン株式会社を2010年10月に再度吸収合併・事業承継し、「ソニーストア」名称での、エレクトロニクス製品のオンラインショッピング・電話による通信販売および同名の直営店を展開している。

## ソニーストア（旧ソニースタイル）
2000年2月にeコマースサイト「Sony Style」を開設し、ソニー製品の個人向け通信販売を開始した。2001年頃まで他社のオンラインショップや家電量販店とは一線を画す意図で、Styleモデル（トリニトロン管WEGAのオリジナルカラーなど）・Styleパッケージ（VAIO製品の例：ISP契約・3年間修理保証サービスなどをセットにしたオリジナル製品）を中心に発売され、使い方（ライフスタイル）の提案を積極的に行っていた。
なお、2005年に行われた「Sony Style 5th Anniversary Party」の席上で、初日の売上は0であった事が告白されている。
当初は購入額に応じて付与されたポイントを日本テレコムの通話料・ODN料金に充当することが可能なプリペイドカードに交換するサービスがあったが、2002年のSMOJ統合によるリニューアル時に改められ、取引歴に応じて優遇サービスを提供する「STARメンバープログラム」となっている。
近年はVAIO新モデルの発売開始時にアクセスが殺到し、レスポンスが遅延する等で正常な購入手続きが出来ないことがままある。
2010年10月1日に、ソニースタイル・ジャパン株式会社がソニーマーケティングと合併し、サイトも銀座・大阪・名古屋の直営施設同様に「ソニーストア」に改められた。スタイルメンバープログラムは、名称をストアメンバープログラムに変更して継続される（所持STAR数もそのまま維持される）。

### ソニーストア
旧ソニースタイルによって開設した商品販売を兼ねたショールームである。名古屋への出店に伴い、名称を｢ソニーストア｣に統一した。
- 銀座（東京） - 銀座プレイス 4F - 6F
- 大阪 - ハービスENT内
- 名古屋 - セントライズ栄内
- 福岡天神 - 西鉄天神CLASS 1F・2F[3]
- 札幌 - Apple Store札幌跡地[4]

過去に存在したショールーム  
- お台場（東京） - メディアージュ内

旧ソニースタイル時代に存在。
- 銀座（東京）- ソニービル内

ソニービル取り壊し及び立て替えのため銀座プレイスに移転。

### ショッピングパレット
ショッピングパレットは、ソニースタイルが運営するアフィリエイトサイトである。同サイトを利用すると、一定のソニーポイントが獲得出来る。

### 運営企業
- 2000.1～2002.1 - ソニースタイルドットコム・ジャパン株式会社（2002年1月にSMOJへ吸収合併）
- 2002.2～2005.1 - ソニーマーケティング株式会社 ソニースタイルドットコムディビジョン（事業部制）
- 2005.2～2010.9 - ソニースタイル・ジャパン株式会社
- 2010.10～ - ソニーマーケティング株式会社

### 主な特徴・サービス

#### ストアメンバープログラム
My Sony IDを取得してMy Sony Club会員になると「ストアメンバー」となり、累計STARに応じてクーポン配布やキャンペーンなどが行われる「ストアメンバープログラム」が受けられる。
STARは購入金額100円（消費税・ソニーポイント及びクーポン利用分などを除く）当たり1STARが加算される。サービス利用度の目安を表すもので、STARを何かと交換することはできず、有効期限も存在しない。2010年5月24日までは商品を購入すれば1日1回10STARが「来店STAR」として加算されていたほか、アンケートへの回答などでもらえる「参加STAR」も存在していた。
クーポンは6カ月（2008年7月から2009年12月までは3カ月）ごとに内容発表時点での累計STARに応じて配布されるが、定期クーポン配布に必要な最低限のSTARに初めて到達した場合、「Welcome Service」として定期発行日を待たずにもらえる。このほか、ソニースタイルからソニーストアに名称変更される際は記念クーポンが配布された。また、これとは別に10月から3月までに一回でも購入すれば6月に、4月から9月までに一回でも購入すれば12月に半年間有効のボーナスクーポンも一時期配布されていた。また、製品の新発売記念やソニーストアでの特定機種購入ユーザー向けに特別なクーポンが発行されることもある。
2014年4月に、STARがこれまでの「ソニーストアでのSTAR」「My Sony ClubのSTAR」と分別されていたのが統合され、クーポンの発行判断ランクが統一された。1000STAR未満はスタンダード、1000STARでブロンズ、5000STARでシルバー、10000STARでゴールドと言う扱いになる。但し、これは2015年6月7日で終了し、翌6月8日からは以下のように改変された。
- STAR及び会員ステージの終了
- STAR終了に伴うソニーストア定期クーポン発行条件の変更
ソニーストアでの総購入金額によるクーポン発行に変更。2016年3月までに購入実績が無い場合は、登録者共通クーポンのみとなる。

##### クーポンの種類
クーポンは株主優待分を除き2018年4月1日から適用（2018年2月に発表）のもの。なお、2016年4月度より発行条件区分がソニーストアでの購入額により区別されるようになったため、本項では便宜上下記の通り購入金額種別をアルファベットで区別する。
- 1円以上49,900円未満：A
- 50,000円以上249,900円未満：B
- 250,000円以上499,900円未満：C
- 500,000円以上999,900円未満：D
- 100万円以上：E

- 10％OFFクーポン
  - 旧AV/ITアクセサリー 10％OFFクーポン。A及びソニーストアでの買い物経験が無いMy Sony ID登録者全員にもらえ、B以上は回数無制限で使用できる。ブラビアのうち4K対応製品の一部、VAIO・ゲーム機本体・Reader・XPERIA Tablet S/Z/Z2・Z Ultra・J1 Compactなど一部商品は対象外。2013年3月～9月度はα・サイバーショット・ハンディカムの各本体、2013年9月まではウォークマン本体も対象外だった。2016年春の改正でITアクセサリー 10％OFFクーポンと統合したが、その後PC用アクセサリーは対象外になっている。
- 3年ワイドor5年ベーシック無料（旧：長期保証無料）クーポン
  - B以上の会員が対象。通常有料の保証範囲拡大を無料で3年ワイドもしくは5年ベーシック（5年ワイドは不可）に拡大できる。利用できる回数はBが2回、Cが3回、Dが4回、Eが5回である。最初から3年ワイド・5年保証が付帯されている商品及びブラビアのうち4K対応製品の一部は利用不可。2015年4月1日からはXPERIA Tabletシリーズ、PlayStation系本体及びα用レンズ（2017年春夏クーポンから）も対象外。My Sony Club会員向けに特定商品発売時のクーポン（この場合は5年ワイドが無料になる物もある）としても配布される。
- 長期保証5年ワイド50％OFF
  - 2017年春夏クーポンから設定。C以上は2回使用可能。長期保証5年ベーシック/3年ワイド無料クーポンでは対応出来ない5年ワイドが半額になる。α用レンズとPlayStation 4は対象外。
- AV本体15%Off
  - ソニーの株主のうち100株以上の所持者が対象[6]。前述の10%Offクーポンよりも5%割引率が優遇されている。
- VAIO本体3%Off
  - ソニーの株主のうち100株以上の所持者が対象[6]。VAIO株式会社製VAIOが3%Offになる。

###### 過去のクーポン
- AV +5％OFFクーポン
  - 1,000STAR以上のメンバーが対象となる。AV 10%OFFクーポン等と併用して更なる値引きが可能。利用できる回数は1,000～2,999STARは1回・3,000～4,999STARは2回・5,000～19,999STARは3回と所有STAR数に応じて拡大され、20,000STAR以上なら回数無制限で使用できる。こちらもVAIOなど一部商品は対象外。
- AV 13％OFFクーポン
  - ボーナスクーポン。AV +5％OFFクーポンと併用した場合、値引率が合計18%となる。VAIOなど一部商品は対象外。
- α本体・サイバーショット本体・ハンディカム本体5％OFFクーポン
  - 2013年3月度のみのクーポン。1STAR以上あれば全員にもらえ、4999STAR未満は2回、5000STAR以上9999STAR未満は3回、10000STAR以上は回数無制限で使用出来る。α・サイバーショット・ハンディカムの本体のみ対象。同年9月分で、AV 10％OFFクーポンに統合。
- VAIO 5％OFFクーポン
  - 10,000STAR以上のメンバーが対象となる。AV 10％OFFクーポン及びAV +5％OFFクーポンの対象外であるVAIO本体が5％オフで購入できる。10,000～19,999STARは1回、20,000STAR以上は2回利用できる。VAIO株式会社製は対象外。
- ウォークマン本体5％OFFクーポン
  - スタンダードステージであれば全員にもらえ、スタンダードとブロンズステージは2回、シルバーステージ（5000STAR以上9999STAR未満）は3回、ゴールドステージ（10000STAR以上）は回数無制限で使用出来る。ウォークマンの本体のみ対象。2013年10月の改定でAV 10％OFFクーポンに統合。
- VAIO株式会社製VAIO 5％OFFクーポン
  - 旧VAIO 5％OFFクーポンの対象会員範囲を広げたもの。VAIO製VAIOが5％OFFになる。スタンダードとブロンズが1回、シルバーが2回、ゴールドは3回。法人モデルは除く。
- ITアクセサリー 10％OFFクーポン
  - 旧VAIO関連製品 10％OFFクーポン。スタンダード以上であれば全員にもらえ、スタンダードとブロンズは2回、シルバーは3回、ゴールドは回数無制限で使用出来る。VAIO及びタブレット関連のアクセサリーに使用出来る。2016年4月分で、AV 10％OFFクーポンと統合。
- HAP加入者向けAVプラス5％OFFクーポン
  - ホームアシストネットワークプラン加入者のみに年2回配られるクーポン。AV 10％OFFクーポンと併用が可能。ソニーストアでのVAIO購入（VAIO株式会社製含む）と同時もしくは購入後の入会が可能（購入後体験期間を過ぎてからの入会には別途手数料が掛かる）。本クーポンのみ発行タイミングが異なり、同プラン加入翌月の10日までに一回目が発行され、以後はその半年後に加入継続中の場合に限り発行される。2015年12月をもって発行終了。
- ゲームアクセサリー／ソフトウェア 3％OFFクーポン
  - ソニーストアで販売するPlayStation 3/4/Vita向けソフト及び各機種用アクセサリーが3％OFFになる。B及びCは2回、C以上は回数無制限で使用出来る。ゲーム機本体は対象外。

### VAIOオーナーメイド
2001年よりVAIOのCTO販売が開始され、2005年にBTO販売の「VAIOオーナーメイド」へ発展させた。ソニースタイルへの直接注文とは別に、家電量販店の東名阪圏店舗を中心に「VAIO OWNER MADE」コーナーを出店させ、実機展示と係員による受注手配（専用のWebサイトを介して注文）が行える。量販店への出店はデルが“Real Site”として先行していた（VAIO項も参照のこと）。
2014年にソニーのPC事業は日本産業パートナーズに売却され、VAIO株式会社となったが、ソニーマーケティングが新会社の販売総代理店になっており、ソニーのインターネット通販サイトや直営店、ソニーショップ、量販店の発注端末で注文を受け付けている。
オーナーメイドモデルでは、Microsoft Officeの有無やCPU・ストレージデバイスのCTOは勿論、ノートパソコンでは市販モデルには無いボディカラーなども用意されている。標準（一般店舗販売）モデル以外は、長野県安曇野市に所在するVAIO社の工場で組み立てられて出荷される。

### 5つの保証
1. 差額保証
  - 商品の値下げが実施されたとき、My Sony IDでの購入手続きを値下げ前に完了し、かつ出荷メールを受け取って9日以内に値下げが実施された場合、値下げ分がクーポンで返金される。
2. お届け保証
  - 購入手続きの終了後に案内される「お届け可能日」までに商品が届かなかった場合、3,000円がクーポンで返金される。
3. 設置保証
  - BRAVIAなどの大型商品に対し、設置・接続・設定を無料で実施してもらえる。
4. サポート保証
  - VAIOを購入した場合、電話サポートを3年まで無料で受けられる。
5. 長期保証
  - 商品に対するアフターサービスで、通常は故障のみ保証される「ベーシック」が付属するが、有料で故障に加えて破損や水没なども対象となる「ワイド」も選択できる（故障以外の保証は東京海上日動火災保険の動産総合保険が適用される）。また通常は3年であるが、どちらもVAIO以外は有料で5年に延長可能。3年ワイドや5年ベーシックが無料になるキャンペーンも存在する。

### 沿革
- 2000年
  - 1月 - ソニースタイルドットコム・ジャパン株式会社設立
  - 2月 - ECサイト、ソニースタイル開設
- 2002年
  - 1月 - ソニーマーケティングへ吸収合併
  - 7月 - 東京お台場のメディアージュ内に「お台場 ソニースタイルショールーム」オープン
- 2004年11月 - 大阪梅田のハービスENT内に「ソニースタイルストア」オープン
- 2005年
  - 3月 - ソニースタイル・ジャパン設立
  - 4月 - ソニースタイル・ジャパン営業開始
- 2010年
  - 3月 - 名古屋栄のセントライズ栄内に｢ソニーストア名古屋｣オープン
  - 10月1日 - ソニーマーケティングと合併、同時にサイト名を「ソニーストア」に変更

### 販売製品
- ブルーレイレコーダー
- サイバーショット
- α
- ハンディカム
- PSP
- PlayStation 4
- PlayStation 5
- PlayStation VR
- wena 3

#### 限定モデルを併売
※過去の製品を含む
- VAIO本体（市販モデルとオーナーメイドモデル）・関連製品
- VAIOソフトウェアサービス ― VAIO向けのアプリケーションをダウンロード販売。
- CLIEソフトウェアサービス ― CLIE向けのアプリケーション・電子書籍をダウンロード販売。
- ウォークマン
- ブラビア・WEGA
- AIBO
- QUALIA
- mylo本体